# Bygholm Park
Bygholm Park er en park som ligger i den vestlige udkant af Horsens mellem Horsens banegård og Schüttesvej. Parken indeholder Slangebjerget som tidligere var en middelalderborg som lå på toppen af bakken.
I parken kan man finde: en legeplads, hundeskov, kolonihaveforening, hotel, søer, discgolf og om vinteren en skøjtebane.

## Historie
Uddybende artikel om Bygholm
Slangebjerget har rødder tilbage til den tvangsborg, som kong Erik Menved opførte i år 1313 ved Horsens. Borgbanken omgives af en voldgrav. Bygholm Voldsted kaldes også Slangebjerget.
Tilbage i 1934-1941 var der en zoologisk have hvor i dag Bygholm Åvænget ligger.